# Hecalapona bulla
Hecalapona bulla är en insektsart som beskrevs av Delong 1976. Hecalapona bulla ingår i släktet Hecalapona och familjen dvärgstritar. Inga underarter finns listade i Catalogue of Life.